# Black War

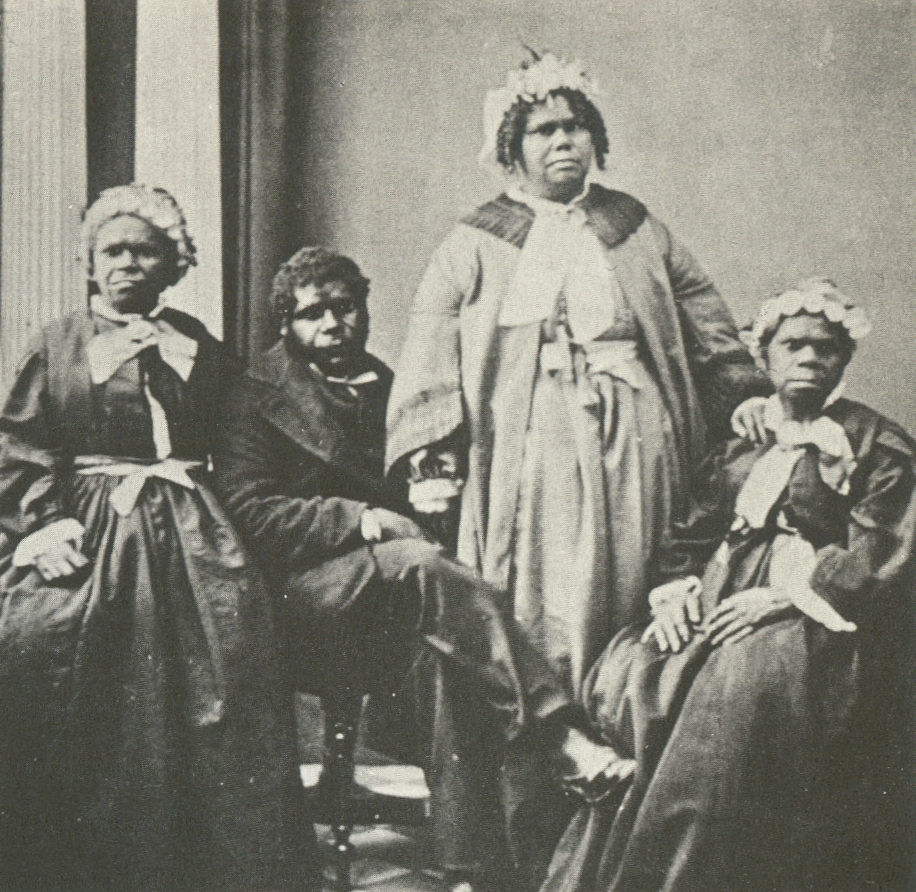
Une image des quatre derniers aborigènes tasmaniens vers 1860 ; Truganini, la dernière survivante de l'ethnie est située à l'extrême droite de l'image.

La Guerre noire (en anglais : Black War) est un conflit entre les colons britanniques et les Aborigènes de Tasmanie (dénommée la « Terre de van Diemen » à l'époque) en Australie au début du XIXe siècle, dans le contexte des guerres de la frontière en Australie pour le contrôle du territoire. La cause immédiate de la guerre noire semble avoir été les viols de femmes et d'enfants aborigènes par des hommes blancs. L'histoire des relations interraciales en Tasmanie demeure sujet de controverse pour les historiens australiens. Ainsi la guerre noire a été occultée pendant deux siècles. Outre ce conflit, les maladies importées et véhiculées par les colons britanniques entraînèrent la disparition de la grande partie des aborigènes de Tasmanie.

## Histoire
La « guerre » ne fut jamais déclarée officiellement et il n'y a pas de consensus sur sa durée. Elle commence à l'arrivée des premiers Européens sur l'île en 1803, parvient à son apogée dans les années 1820 puis s'achève dans les années 1830 avec la déportation des Aborigènes survivants – dont Truganini – sur l'île Flinders.
Les plus violentes attaques de hors-la-loi, les bushrangers, ont lieu dans le Pays de van Diemen. Des centaines de bagnards sont en liberté dans le bush, des fermes sont abandonnées par les colons et la loi martiale proclamée en 1828. Un hors-la-loi aborigène nommé Musquito, originaire de Sydney, défie les autorités coloniales et mène des attaques contre des colons, avant d'être arrêté et pendu. Charles Darwin visite Hobart en 1836. Il note une succession récente des « vols, d'incendies et de meurtres par les noirs » qui s'étaient achevés par leur envoi en exil. Toutefois, on pouvait trouver l'origine des violences dans la « conduite infâme » de quelques compatriotes anglais.
En 1803, des colons britanniques quittent la Nouvelle-Galles du Sud pour s'établir en Tasmanie, qui devient une colonie séparée en 1826. La population aborigène, estimée à 6 000 personnes au moment de l'arrivée des premiers Européens, décline rapidement dans les 30 ans qui suivent cette arrivée, essentiellement par l'introduction de maladies infectieuses contre lesquelles elle n'était pas immunisée mais aussi par suite de ses déplacements et par le changement de son mode de vie et par des échanges violents avec les colons. La population a chuté à environ 300 en 1833. George Augustus Robinson est envoyé sur l'île pour essayer d'y ramener la paix, aidé par Truganini, une femme aborigène avec qui il se lie d'amitié. Les Aborigènes sont envoyés sur l'île Flinders, où on leur promet logement, nourriture et sécurité en attendant que le calme revienne. Malheureusement, beaucoup meurent de maladies importées par les Européens et les survivants ne seront jamais autorisés à retourner dans leur pays. En 1873, Truganini, dernière survivante de ce groupe, est emmenée à Hobart. Elle y décède en 1876.
Il n'est pas possible à l'heure actuelle de savoir le nombre de morts que cette guerre a entraînés et il demeure sujet de controverse pour les historiens, mais au moins 307 personnes sont mortes de violences de 1803 à 1834,.
En 1838, sur les 200 individus envoyés sur l'île Flinders, seuls 80 avaient survécu, les conditions de vie de l'île n'offrant pas suffisamment de ressources pour la survie de la communauté. À cet égard, certains historiens, comme Dan Stone, conçoivent la déportation des Aborigènes de Tasmanie vers l'île Flinders comme une forme de 'condamnation à une mort lente' et l'île Flinders comme une sorte de proto-camp de concentration à ciel ouvert.
En dépit du faible nombre de survivants, il existe aujourd'hui encore en Tasmanie des individus ayant des ancêtres aborigènes.

### LaBlack Line(octobre à novembre 1830)
La Black Line (Ligne Noire) est un conflit qui s’est produit d'octobre à novembre 1830. Il a impliqué 2 200 hommes (environ 550 soldats, 738 domestiques et 912 civils). George Arthur, le gouverneur de la colonie depuis Mai 1824, avait le contrôle général des forces armées sur l’île. Il décida de placer le Major Sholto Douglas du 63e régiment à la tête de ces forces . A partir du 7 octobre, partagés en trois divisions et aidés par des guides aborigènes, ils formèrent un front échelonné de plus de 300 km de long qui commença à progresser vers le sud et l'est à travers les districts colonisés. Leur objectif était de former un mouvement en tenaille qui leur permettrait de repousser les membres de quatre des neuf nations aborigènes à travers la péninsule de Forestier. Ils comptaient aller jusqu'à East Bay Neck et dans la péninsule de Tasman, lieu que George Arthur voulait transformer en réserve aborigène ,,.
La campagne militaire fut perturbée par de nombreux aléas : conditions météorologiques défavorables, terrain difficile, cartes erronées et logistique insuffisante. Bien que deux divisions aient combattu à la mi-octobre, la ligne de front a été brisée et de larges brèches ont permis aux Aborigènes passer. De nombreux colons, alors pieds nus et vêtements en lambeaux, ont déserté la ligne et sont rentrés chez eux. Le seul succès de la campagne a été une embuscade menée à l'aube du 25 octobre, au cours de laquelle deux Aborigènes ont été capturés et deux autres tués. La Black Line a été arrêtée le 26 novembre .
Au moment où la Black Line a été créée, les nations hostiles de Big River, d’Oyster Bay, de Ben Lomond et des Midlands du Nord comptaient environ 300 guerrier vivants. Entre 100 et 200 d'entre eux se trouvaient sur le front. Pendant la campagne, ils ont lancé au moins 50 attaques contre les colons, aussi bien devant que derrière la ligne et ont souvent pillé des huttes pour se nourrir ,

## La controverse
L'histoire des relations interraciales en Tasmanie demeure sujet de controverse pour les historiens.
Ainsi, en 2002, l'historien conservateur Keith Windschuttle (en) publie chez Macleay Press (en) (sa propre maison d'édition), L'invention de l'histoire aborigène (The Fabrication of Aboriginal History), dans lequel il se penche sur les conflits entre les Aborigènes et les colons en Tasmanie et affirme qu'il n'existe pas assez de sources sûres pour valider la thèse selon laquelle un grand nombre d'Aborigènes tasmaniens auraient subi une mort violente aux mains des colons.
L'ouvrage suscite, en réponse, la publication de Blanchiment : De l'invention de l'histoire aborigène par Keith Windschuttle (Whitewash: On Keith Windschuttle's Fabrication of Aboriginal History), édité par l'homme de gauche Robert Manne, professeur de sciences politiques à l'université La Trobe. Cet ouvrage provoque à son tour une contre-réponse : Éclipse totale : De la réponse des universitaires à l'invention de l'histoire aborigène (Washout: On the academic response to The Fabrication of Aboriginal History) de John Dawson (également chez Macleay Press).
Les tenants des divers points de vue s'accusent les uns les autres de manque de rigueur méthodologique dans leur examen des sources, voire de manipulation délibérée de ces sources,.

## Lectures approfondies
- (en) Clive Turnbull, Black War : The Extermination of the Tasmanian Aborigines, Lansdowne Press, Melbourne, 1965.
- (en) Lyndall Ryan, The Aboriginal Tasmanians, 1996 [1981],  (ISBN 1-86373-965-3)

## Roman historique
- Matthew Kneale, Les Passagers anglais[11] ( English Passengers, 2000) , Paris, Belfond, 2002  (ISBN 9782714438683) Whitbread Prize du meilleur roman et du meilleur livre de l'année 2000 - Prix Relay du roman d'évasion 2002